# Wiesiołyje kartinki (album)
Wiesiołyje kartinki (ros. Весёлые картинки, pol. Wesołe obrazki) – jedenasty album studyjny białoruskiego zespołu rockowego Lapis Trubieckoj, którego internetowa premiera odbyła się 9 marca 2011 roku.

## Lista utworów
| Nr  | Tytuł utworu                             | Oryginalna pisownia tytułu | Długość |
| --- | ---------------------------------------- | -------------------------- | ------- |
| 1.  | „Intro”                                  | «Интро»                    | 1:05    |
| 2.  | „Ziews”                                  | «Зевс»                     | 3:22    |
| 3.  | „Afrika” (cover Komitiet ochrany tiepła) | «Африка»                   | 3:56    |
| 4.  | „Nafta”                                  | «Нафта»                    | 2:57    |
| 5.  | „Ja wieriu”                              | «Я верю»                   | 3:06    |
| 6.  | „Princessa”                              | «Принцесса»                | 2:36    |
| 7.  | „Szut”                                   | «Шут»                      | 3:23    |
| 8.  | „Zoopark” (cover Grażdanskaja Oborona)   | «Зоопарк»                  | 2:38    |
| 9.  | „Hraj”                                   | «Грай»                     | 4:10    |
| 10. | „Kosmonawty”                             | «Космонавты»               | 3:17    |
| 11. | „Swiaszczennyj ogoń”                     | «Священный огонь»          | 2:12    |
| 12. | „Dikij kojot”                            | «Дикий койот»              | 3:55    |
|     |                                          |                            | 36:37   |

## Twórcy
- Siarhiej Michałok – wokal
- Pawieł Bułatnikau – wokal, tamburyn
- Rusłan Uładyka – gitara
- Dzianis Sturczanka – gitara basowa
- Uładzisłau Sienkiewicz – trąbka, chórki
- Iwan Hałuszka – puzon, chórki
- Alaksandr Starażuk – perkusja[5]